# Phare de Fatouville
Le phare de Fatouville a été construit sur la commune de Fatouville-Grestain, pour guider les bateaux sur l'estuaire de la Seine. Il est classé monuments historiques depuis le 13 septembre 2011

## Historique
La construction du phare commence en 1839 pour se terminer en 1850. Il est éteint en 1907. En 1923, il est vendu par l'État. Son premier propriétaire, Gaston David, en fait sa maison familiale.

## État actuel
Aujourd'hui désaffecté et appartenant toujours à la même famille, il est en partie transformé, depuis 2000, en chambres d'hôtes. Il est possible de le visiter certains jours dans l'année.